# Iglesia de la Natividad de Nuestra Señora (Llosa de Ranes)
La Iglesia parroquial de la Natividad de Nuestra Señora es un templo católico situado en la plaza de San Cristóbal, en el municipio de Llosa de Ranes. Es Bien de Relevancia Local con identificador número 46.23.157-001.

## Historia
Aunque la parroquia data de 1535, el actual templo se edificó en el siglo XIX.

## Descripción
Situada en el centro del casco antiguo de Llosa de Ranes, da a la Plaza Mayor y a la calle de San Cristóbal. Tiene tres accesos.
Es un edificio de una sola nave, con un campanario y cúpula sobre el altar. La fachada está decorada con pilastras de orden jónico y un friso con rosetones de piedra, si bien en general presenta escasa decoración.